# Teinopodagrion epidrium
Teinopodagrion epidrium – gatunek ważki z rodziny Megapodagrionidae. Jest endemitem pasma górskiego Cordillera de Mérida w zachodniej Wenezueli.